# Hieronim Stano
Hieronim Stano herbu Gozdawa, (ur. Krosno – zm. Nowotaniec), szlachcic polski, rajca miejski Krosna, wojski sanocki, dziedzic Nowotańca.

## Życiorys
Hieronim był synem mieszczanina Stanisława Stano i matki z domu Tyczyńska, dlatego Balowie 28 lutego 1545 przyjęli go do swojego rodu. Jego bratem był Feliks Stano, który pozostawił mu znaczny majątek. Rodzina ta zdaniem Niesieckiego, ma pochodzenie francuskie, i pochodzić z niej miał Franciszek Stano, biskup ruteneński. Hieronim Stano zawarł związek małżeński z Zofią Wzdowską. Akta biskupie diecezji przemyskiej z 29 listopada 1558, podają, że Hieronim Stano od 1552 wraz z żoną oraz dziećmi nie spowiadał się i nie przyjmował komunii. Natomiast, czytał Postylla Mikołaja Reya potępione na synodzie piotrkowskim. Jego brat Andrzej był w tym czasie proboszczem parafii w Nowotańcu, lecz na skutek sprzyjania reformacji został w listopadzie 1558 usunięty z tej funkcji.
Z tych też przyczyn oraz po zamianie kościoła katolickiego na zbór kalwiński, 10 sierpnia 1559 biskup Jan Dziaduski obłożył Hieronima Stano ekskomuniką. Na pierwszego pastora tego zboru Stanowie wybierali Jakuba ze Strzyżowa, apostatę (ekskomunikowany 1 lipca 1558, poprzednio był pastorem Balów w Hoczwi). Hieronim Stano był wiernym wyznawcą kalwinizmu do końca życia. W małżeństwie urodziło mu się kilka córek oraz syn Jerzy, poseł na sejm w roku 1591, dziadek Jerzego Juniora starosty sądeckiego.

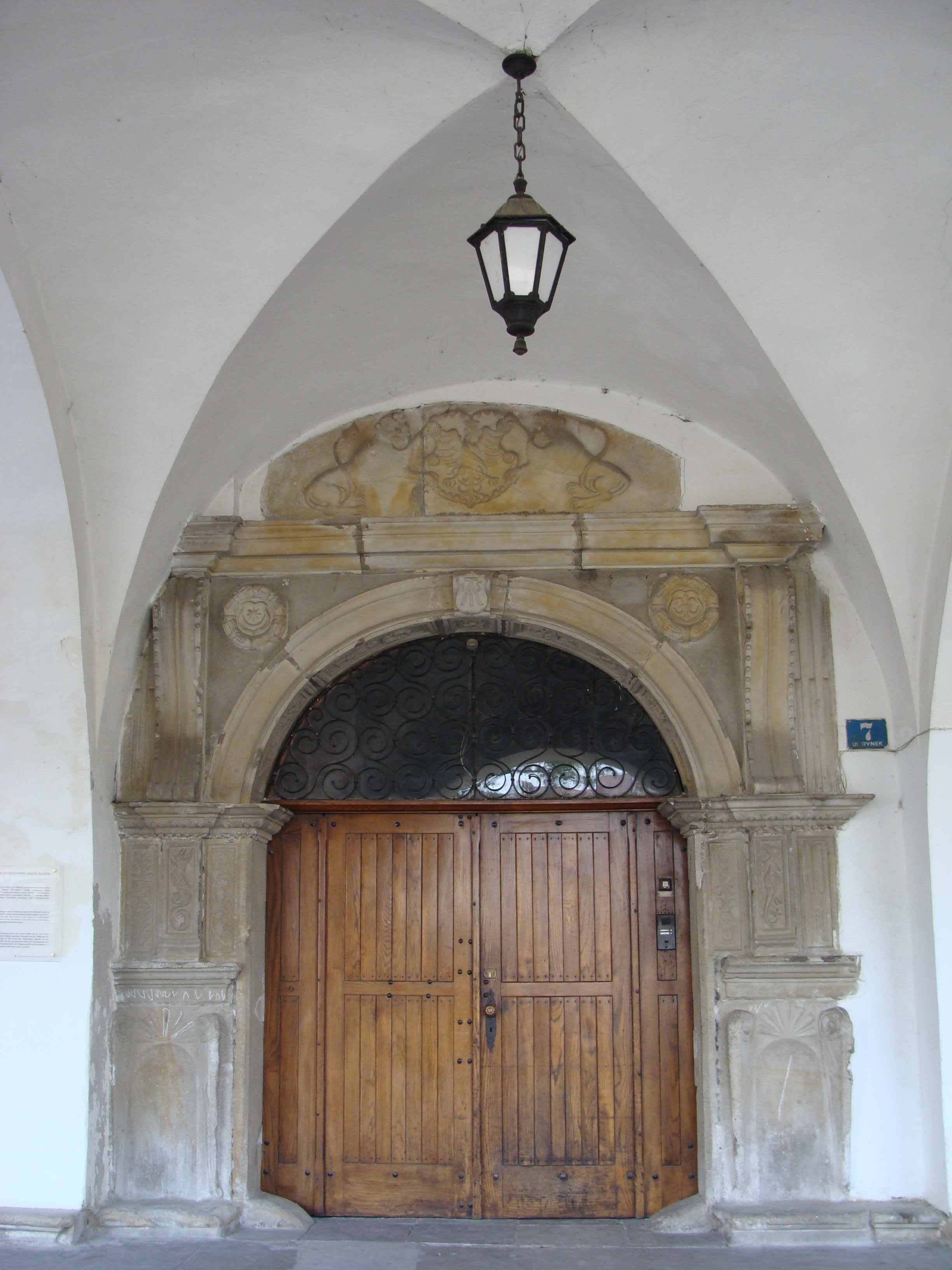
Wejście do renesansowej kamienicy Hieronima Stano na rynku w Krośnie, 2009